# Frontonia
Frontonia — рід вільних інфузорій порядку Peniculida. Frontonia тісно пов'язана з членами роду Paramecium. Однак, якщо Paramecia, в основному, живляться бактеріями, то Frontonia здатні заковтувати велику здобич, таку як діатомові водорості, нитчасті водорості, раковинні амеби, і навіть, в деяких випадках, поїдають членів власного виду.
Фронтонії широко розповсюджені, а представників роду можна зустріти в морських та прісноводних середовищах на кожному континенті.

## Зовнішній вигляд і характеристика

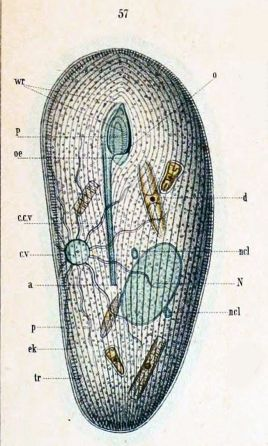
Frontonia leucas, by V. Schewiakoff, 1889

Різні види сягають від 50 до 600 мкм завдовжки. Клітини, як правило, яйцеподібні або подовжені та дещо сплющені ззаду та спереду. Вони гнучкі, рівномірно війчасті і зазвичай оточені трихоцистами . Малий ротовий отвір має грушоподібну форму і розташований у передній половині клітини. Уздовж лівого боку отвору є три мембранели, а в правій — одна параоральна мембранела. Рот підтримується непомітними мікротрубочковими стрижнями (нематодесматами), і може розширюватися під час ковтання приблизно на дві третини довжини клітини. Цитоплазма деяких видів, таких як Frontonia atra та Frontonia acuminata, може бути темно пігментованою.

## Види
- Frontonia aberrans Dragesco, 1960
- Frontonia acuminata (Ehrenberg, 1834) Bütschli, 1889
- Frontonia acuta Fromentel, 1876
- Frontonia acutissima Dumas, 1930
- Frontonia alba Fromentel, 1876
- Frontonia algivora Kahl, 1931
- Frontonia ambigua Dragesco, 1972
- Frontonia angusta Kahl, 1931
- Frontonia arenaria Kahl, 1933
- Frontonia atra (Ehrenberg, 1834) Bütschli, 1889
- Frontonia branchiostomae Codreanu, 1928
- Frontonia canadensis
- Frontonia caneti Dragesco, 1960
- Frontonia curva Fromentel, 1876
- Frontonia cypraea Zacharias, 1904
- Frontonia depressa (Stokes, 1886) Kahl, 1931
- Frontonia didieri Long, Song, AL-Rasheid, Wang, Yi, Al-Quraishy, Lin & AL-Farraj, 2008
- Frontonia elliptica Beardsley, 1902
- Frontonia frigida Petz, Song & Wilbert, 1995
- Frontonia fusca Quennerstedt, 1869
- Frontonia lacrimula Dumas, 1930
- Frontonia leucas (Ehrenberg, 1834) Ehrenberg, 1838
- Frontonia longaria Dumas, 1930
- Frontonia lurida Blochmann, 1895
- Frontonia lynni Long, Song, Gong, Hu, Ma, Zhu & Wang, 2005
- Frontonia macrostoma Srámek-Husek, 1957
- Frontonia magnistoma Foissner, 1987
- Frontonia marina Fabre-Domergue, 1891
- Frontonia marisalbi Burkovsky, 1970
- Frontonia microstoma Kahl, 1931
- Frontonia minuta Dragesco, 1970
- Frontonia multinucleata Long, Song, AL-Rasheid, Wang, Yi, Al-Quraishy, Lin & AL-Farraj, 2008
- Frontonia nassuloides Lepsi, 1926
- Frontonia nigricans Penard, 1922
- Frontonia obtusa
- Frontonia ocularis Bullington, 1940
- Frontonia ovalis Fromentel, 1876
- Frontonia parameciiformis Wenzel, 1953
- Frontonia parva Fromentel, 1876
- Frontonia parvula Penard, 1922
- Frontonia perna Fromentel, 1876
- Frontonia piriformis Dumas, 1930
- Frontonia roqueae Dragesco, 1970
- Frontonia rostrata Fromentel, 1876
- Frontonia rotunda Gelei, 1954
- Frontonia salmastra Dragesco & Dragesco-Kernéis, 1986
- Frontonia schaeferi Bullington, 1940
- Frontonia solea Foissner, 1987
- Frontonia tanganyikae Dragesco & Dragesco-Kernéis, 1991
- Frontonia subtropica
- Frontonia tchibisovae Burkovsky, 1970
- Frontonia terricola Foissner, 1987
- Frontonia undulata Dumas, 1929
- Frontonia vacuolata Dragesco, 1960
- Frontonia vernalis (Ehrenberg, 1834) Kahl, 1931
- Frontonia vesiculosa Cunha, 1913